# Jacob Spens
Jacob Wilhelm Spens, född 9 oktober 1861 i Vånga socken, Östergötland, död 28 november 1943 i Stockholm,  var en svensk greve och ämbetsman. Han var son till landshövdingen Harald Spens. 
Spens avlade 1885 i Uppsala hovrättsexamen, blev 1890 tillförordnad och 1897 ordinarie länsnotarie i Jönköpings län, var landssekreterare där 1901–1928 samt 1923–1924 tillförordnad landshövding i samma län. Spens var från 1909 ledamot av första kammaren (för Jönköpings län). Han tillhörde högern och var ledamot av lagutskottet 1916–1918 samt därefter av första lagutskottet 1920–1921 och av andra lagutskottet från 1922. Han var 1917 ledamot av särskilt utskott om fögderiförvaltningens omorganisation.